# سیما لون
سیما لون (قبل از ۲۴۹ تا ۵ ژوئن ۳۰۱) با نام محترم زییی، با عنوان شاهزاده ژائو، جوانترین پسر سیما یی بود. او سومین امپراتور دودمان جین از ۳ فوریه ۳۰۱ تا ۳۰ مه ۳۰۱ بود. او در سال ۳۰۰ میلادی زمانی که بر زده همسر قدرتمند و شرور امپراتور هوی، امپراتریس جیا کودتا کرد و قدرت واقعی را که او در نهان در دست داشت از او گرفت و بجای امپراتریس جیا ولی رسماً وظایف نایب السلطنگی امپراتوری را برای امپراتور معلول بدست گرفت، بعد از دوره نایب السلطنگی برای امپراتور ضعیف او در تاریخ سوم فوریه سال ۳۰۱ سلطنت دودمان جین را از نوه برادرش امپراتور هوی جین غصب کرد و تا کمتر از پنج ماه امپراتور دودمان جین بود که در تاریخ سیم مه همان سال، امپراتور هوی سلطنت را بازپس گرفت و سیما لون در پنجم ژوئن همان سال به زندان افتاد و اعدام شد.